# Ritratto di Isotta Brembati
Il Ritratto di Isotta Brembati è un'opera olio su tela eseguito da Giovan Battista Moroni presumibilmente nel 1552-1553, conservato presso Palazzo Moroni e raffigura la poetessa e nobildonna omonima seconda sposa di Gian Gerolamo Grumelli di cui il pittore fece il ritratto nel 1560. Nel ritratto venne identificata la Brembati da Pasino Locatelli, così come era stata indicata dal Calvi nel medaglione rappresentante il medesimo dipinto pubblicato nella sua opera Scena letteraria de gli scrittori bergamaschi aperta alla cvriosità de svoi concittadini del 1664. 

## Storia
Isotta Brembati era nata nel 1530 circa da una famiglia nobile di Bergamo. Sposata con il conte Lelio Secco d'Aragona di Calcio ebbe quattro figli. Alla morte del marito sposò in seconde nozze Gian Gerolamo Grumelli, anche lui vedovo di Maria Secco, sua cognata; dal matrimonio nacquero altri cinque figli. 
La Brembati dedicò la sua vita alla poesia e alla letteratura trasformando il suo palazzo in luogo di incontro di letterati e intellettuali. La sua qualità poliglotta le permise di scrivere in italiano, latino e spagnolo, lingua che nella Bergamo del XVI secolo era molto di moda. Una sua lettera è inserita nel testo Del Secretario di Francesco Sansovino, documento ritenuto guida della cultura letteraria della Controriforma, questo indica quanto san Carlo Borromeo, tenesse ai rapporti con Grumelli suo secondo marito, sull'organizzazione ecclesiastica bergamasca, dove governava Venezia, contrariamente alla Milano spagnola.

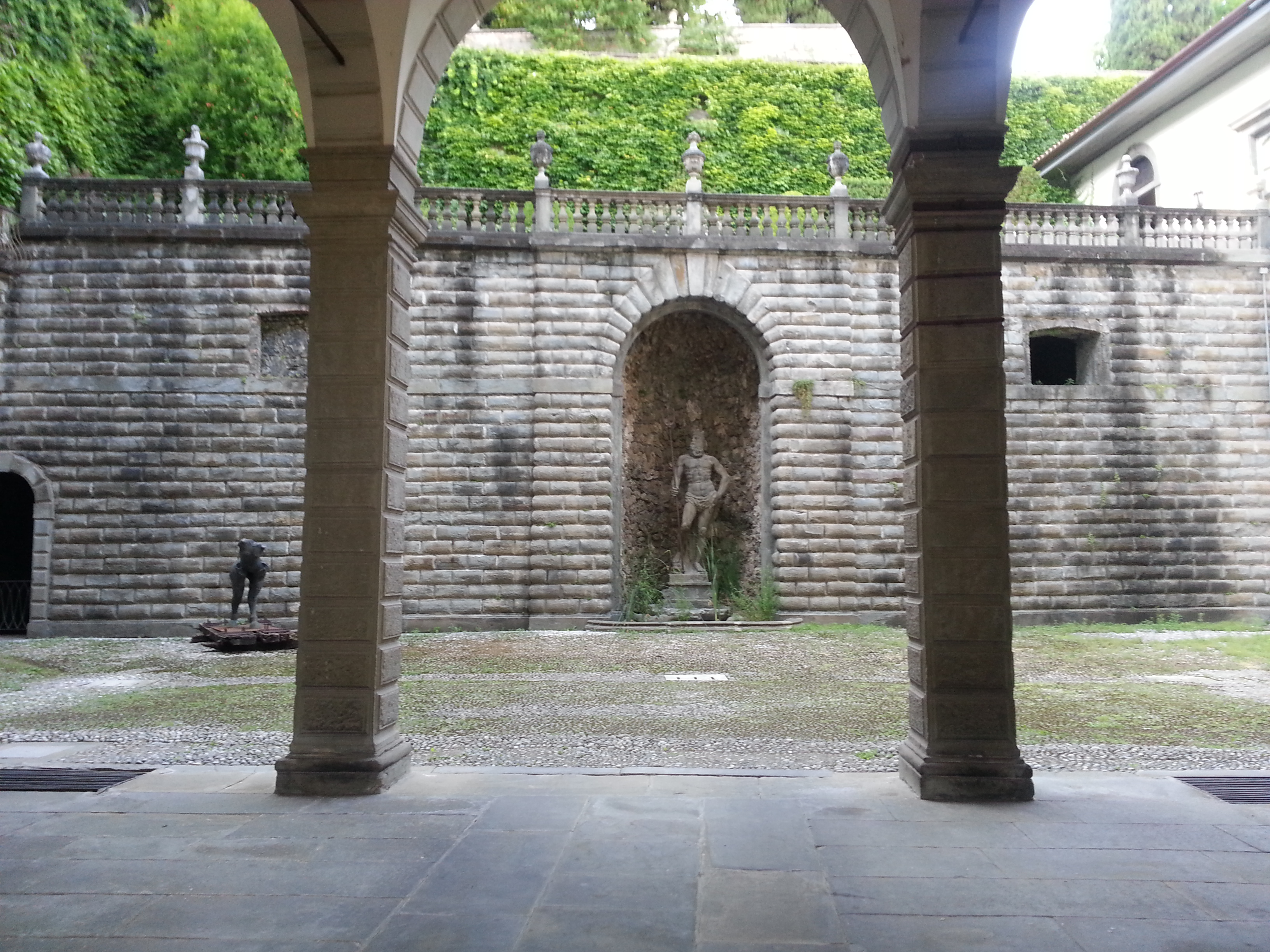
Cortile interno di Palazzo Moroni in Via Porta dipinta

Il Moroni fece due ritratti della Brembati, questo a figura intera, e uno nel 1560 a mezza figura, probabilmente in occasione del suo secondo matrimonio del 1561. La Brembati morì improvvisamente nel 1586.
Il quadro, che proveniva dalla collezione dei Grumelli, venne venduto al conte Pietro Moroni - che non era parente dell'artista - nel 1817 da Marcantonio Fermo Grumelli, con il dipinto Cavaliere in rosa e Ritratto di anziana in nero probabilmente raffigurante Medea Rossi madre del Grumelli.

## Descrizione
Il quadro raffigura la poetessa seduta su di una dantesca, come usava dipingere i suoi modelli il Moroni, posta in un ambiente ricostruito scenograficamente, ambiente che secondo l'artista doveva avvalorare l'importanza del soggetto rappresentato, così come aveva imparato alla scuola del Moretto. Cosa che poi negli anni successivi modificherà radicalmente. La pavimentazione geometrica era già stata inserita nei due suoi ritratti dei Mandruzzo, schemi e ambienti che il pittore abbandonerà per riprendere poi negli ultimi anni di vita.
La datazione del soggetto nei primi anni '50 del XVI secolo, non corrisponde all'abbigliamento dipinto sul quadro che rappresenta il periodo di passaggio dalla moda veneziana a quella spagnola, le spalle scoperte, o coperte solo da una pelliccetta di ermellino, il cui volto è un oggetto dorato, senza quelle linee che obbligheranno il corpo a movimenti innaturali, come farà la moda spagnola. 
L'abito di un tessuto pregiato di colore verde, presenta una lavorazione damascata di valore, lavorazione che seguele pieghe dell'abito del soggetto seduto, con una nitida differenziazione tra i diversi materiali di lucidissimo naturalismo, questa è la qualità migliore del dipinto, che venne più volte non giudicato positivamente per le leggere sproporzioni. Per questo motivo non venne subito considerato opera del Moroni, ma del suo allievo Gian Paolo Lolmo, anche se questo situazioni pittoricamente sgrammaticate non sono rare nella pittura dell'artista, che volle creare la prospettiva non attraverso lo spazio e i volumi, ma attraverso gli strumenti pittorici, si consideri che il dipinto raffigura un'epoca già superata da una trentina di anni, la Brembati che doveva avere poco più di vent'anni viene rappresentata in un abbigliamento precedente il suo tempo.
Questo dipinto accompagnerà sempre come parte integrante, il quadro chiamato Il cavaliere in rosa, entrambi esposti nel salone di Palazzo Moroni in via Porta dipinta nella parte alta della città di Bergamo. 
Il Moroni ne aveva eseguito un ritratto precedente quando la Brembati aveva un'età di circa vent'anni.